# جولی جنسن
جولی جنسن (انگلیسی: Julie Kepp Jensen؛ زادهٔ ۳ ژانویهٔ ۲۰۰۰) ورزشکار ورزش شنا اهل دانمارک است.
وی در مسابقات کشوری و بین‌المللی در مجموع برندهٔ ۱ مدال نقره و ۳ مدال برنز شده‌است.